# 캘리포니아 스플릿
《캘리포니아 스플릿》(영어: California Split)은 미국에서 제작된 로버트 올트먼 감독의 1974년 코미디 드라마 영화이다. 조지 시걸, 엘리엇 굴드 등이 출연하였고, 조지프 월시 등이 제작에 참여하였다.

## 출연진
- 조지 시걸
- 엘리엇 굴드
- 앤 프렌티스
- 궨 웰스
- 에드워드 월시
- 조지프 월시
- 버트 렘슨
- 제프 골드블룸
- 바버라 루익

## 기타 제작진
- 협력 제작: 로버트 에건와일러
- 배역: 스콧 부슈널